# Беверино
Беверино (італ. Beverino, ліг. Bevein) — муніципалітет в Італії, у регіоні Лігурія, провінція Спеція.
Беверино розташоване на відстані близько 340 км на північний захід від Рима, 75 км на схід від Генуї, 12 км на північ від Спеції.
Населення — 2435 осіб (2014).
Щорічний фестиваль відбувається 14 вересня. Покровитель — Santa Croce.

## Демографія
Населення за роками:

Станом на 1 січня 2023 року в муніципалітеті офіційно проживав 71 іноземець з 21 країни, серед них 35 громадян країн Євросоюзу та 2 громадяни України.

## Сусідні муніципалітети
- Боргетто-ді-Вара
- Каліче-аль-Корновільйо
- Фолло
- Піньоне
- Рикко-дель-Гольфо-ді-Спеція
- Роккетта-ді-Вара
- Вернацца